# Odd Wolstad
Odd Johan Wolstad (født 13. januar 1925 i Ålesund i Norge, død 27. januar 1971) var en norsk operasanger, som især virkede i Danmark.
I sin ungdom udviklede han sit sangtalent ved at synge i kirken i sin fødeby Ålesund i det nordvestlige Norge. Efter at være kommet til Danmark i slutningen af 1940'erne lagde han grundstenen til sin karriere som pianist og som operette- og kabaretsanger, før han i 1957 debuterede på Den Jyske Opera som kommandanten i Don Juan.
I 1961 blev han tilknyttet Det Kongelige Teater og spillede som en af dets mest ansete bassangere blandt andet ministeren i Fidelio, Sarastro i Tryllefløjten, Samuel i Saul og David, Colline i La Bohème, kongen i Aida, landgreven i Tannhäuser og tiggermunken Varlaam i Boris Godunov.
Han gjorde også optrædener i radio og på tv, blandt andet med mindre roller i filmene Sommer i Tyrol (som et af de syngende byrådsmedlemmer) og Martha (som kaptajn på skibet Harald). Han døde i 1971 og er begravet i sin fødeby Ålesund.